# Łukowyszcze
Łukowyszcze (ukr.  Луковище, pol. hist. Hołodówka) – wieś na Ukrainie, w  obwodzie iwanofrankiwskim, w rejonie rohatyńskim.